# Tepetixtla
Tepetixtla es una localidad del estado mexicano de Guerrero. Es parte del municipio de Coyuca de Benítez.

## Toponimia
El nombre «Tepetixtla» proviene de los términos en náhuatl: tepetl, cerro; ixtla, cara. Su significado es «En la cara del cerro».

## Demografía
| Gráfica de evolución demográfica |
|                                  |

| Censo | Población |
| ----- | --------- |
| 1900  | 552       |
| 1910  | 510       |
| 1921  | 554       |
| 1930  | 691       |
| 1940  | 1 225     |
| 1950  | 1 421     |
| 1960  | 1 718     |
| 1970  | 2 045     |
| 1980  | 1 493     |
| 1990  | 4 345     |
| 2000  | 3 709     |
| 2010  | 3 636     |
| 2020  | 3 106     |